# 彩木雅夫
彩木 雅夫（さいき まさお、本名：新居 一芳（あらい かずよし）、1933年〈昭和8年〉8月5日 - 2022年〈令和4年〉9月16日）は、日本の作曲家。北海道音更町生まれ、帯広市育ち。札幌市在住。

## 人物
『長崎は今日も雨だった』など、1960年代後半から1970年代にかけてのムード歌謡のヒットメーカーとして知られる。
馬仲買人の父とカフェを経営していた母の間で音更町の父の実家で生まれるも父は3歳時に死去、幼少期は音更の祖父母と過ごすことも多かった。1940年に帯広小学校に入学後、小学5年生時に池田町へ学童疎開。終戦後帯広中学校に戻り手に職をつけるべく帯広商工高等学校土木科（現・帯広柏葉高等学校）に進学し卓球や家でラジオなど電子工作に傾倒する一方、映画館にも通い時代劇や洋画の劇伴音楽に感銘を受ける。
1952年に北海学園大学経済学部に進学後、2年時に軽音楽部を結成しすすきのの大衆キャバレーのバンドとして修行を積む。大学卒業後は高校時代に得意としていた電気技術を活かすべく東京都中野区内の電気系の専門学校へ進学。
1958年に北海道放送に入社。帯広放送局に配属され、送信所の管理業務の傍ら家を買って大型スピーカーでレコードを楽しみつつ、1960年には社内のジャズ仲間とバンド「リズムクルッターズ」を結成。
自宅で仲間と酒盛りをし終えた後に聞き覚えのないメロディが鼻歌として浮かんだことをきっかけに、1962年頃から作曲を初め、最初の曲は「トンポコちゃん、さようなら」として1964年の同僚の結婚式にて披露した。
1965年春に札幌本社のテレビ局技術部送像課に転勤後、同年夏にギター演奏テープの「愛の終りに」を作り上げ札幌市内のレコード会社7社の拠点へ売り込んだところ日本コロムビアが興味を示し、1966年にジャッキー吉川とブルーコメッツの楽曲として発売され作曲家デビューを果たす。これをきっかけに「音楽に詳しいなら技術よりラジオ番組制作が向いているだろう」とラジオ部門へ配置転換となる。
1967年冬にはアキレス腱断裂による入院時に同室の患者の見舞いに来ていた五番館百貨店の社員だった照子と結婚、同年には森進一「命かれても」にて好きな漢字を集めた形で「彩木雅夫」の芸名を名乗り始める。また「ベストテンほっかいどう」の初代ディレクターも担当、音楽番組のリクエスト曲から好まれる歌の傾向を読み取りつつ作曲にあたっていた。
殿さまキングスへの楽曲提供でヒットを記録したことをきっかけに1975年にHBCを退社し「ミュージックキャップ・サッポロ」を設立し作曲家として独立。北海道を拠点に制作活動を行い、夕張市を皮切りに滝川市・穂別町・興部町といった道内各地の自治体のイメージソングも担当、ゆうばり国際ファンタスティック映画祭のゼネラルプロデューサーも務めた。1975年には「さっぽろレコード新人祭」、1985年には藻岩山での「彩木雅夫音楽祭」を設立。2013年の作曲活動50周年時点で約300曲程を制作した。
作曲にあたっては歌手のキャラクターを元に特徴や歌い方を勘案して考案し、また北海道の変化の激しい季節感や人間の素朴さを活かした作風を心がけており、「メロディと詞がうまく合わないとパワーのないつまらない歌となる」「J-POPはリズムが強調されて英語のほうが歌いやすく日本語が壊れていく」といった思想を述べている。
2012年からはVOCALOIDを使用した作品を「まさP」名義でニコニコ動画に投稿し、「史上最年長ボカロP」として若い世代にも名を知られるようになった。
2014年には彩木雅夫 feat.初音ミク名義でアルバム「手紙 - The Letter -」をリリースした。

## 職歴
- 株式会社ミュージックキャップ・サッポロ代表取締役
- 株式会社ミュージックキャップ・トーキョー代表取締役
- 社団法人北海道映像関連事業社協会理事
- 北海道放送ラジオ局の元ディレクターである[19]。

## 略歴
- 1933年8月5日 北海道帯広市に生まれる
- 1952年3月 北海道帯広柏葉高等学校卒業
- 1956年3月 北海学園大学経済学部卒業[20]（3期生）
- 1958年3月 東京の電気通信専門学校卒業
- 1958年4月 北海道放送株式会社に入社[20]、帯広放送局に配属（技術職）
- 1965年 　　札幌本社に転勤
- 1966年4月 ジャッキー吉川とブルーコメッツ『愛の終りに』で作曲家としてデビュー[20]
- 1970年6月 楽曲管理会社・株式会社ミュージックキャップ・トーキョー設立[20]
- 1975年4月 北海道放送株式会社を退社[20]
- 1975年5月 北海道放送株式会社に嘱託さる
- 1976年3月 番組制作会社・株式会社ミュージックキャップ・サッポロ設立[21]。
- 1982年9月 株式会社エフエム北海道取締役就任
- 2022年9月16日 肺炎のため死去[19][22]。89歳没。

## おもな作品
- 愛の終りに（演奏：ジャッキー吉川とブルーコメッツ） - 1966年、CBS（日本コロムビア）/ミュージックキャップトーキョー
- 花と蝶（歌：森進一、作詞：川内康範、編曲：森岡賢一郎） - 1968年、日本ビクター/愛プロ
- 年上の女[1]（歌：森進一、作詞：中山貴美・補詞：水沢たけし、編曲：森岡賢一郎） - 1968年、日本ビクター/渡辺音楽出版株式会社
- 逢わずに愛して（歌：内山田洋とクール・ファイブ、作詞：川内康範、編曲：森岡賢一郎） - 1969年、RCA（日本ビクター）/愛プロ
- 長崎は今日も雨だった[1]（歌：内山田洋とクールファイブ、作詞：永田貴子、編曲：森岡賢一郎） - 1969年、RCA（日本ビクター）/渡辺音楽出版株式会社
- 夜の花（歌：藤圭子、作詞：石坂まさを、編曲：池田孝） - 1970年7月、RCA/　『女のブルース (アルバム)』収録
- さいはての女[23]（歌：藤圭子、作詞：石坂まさを、編曲：池多孝春） - 1971年2月、RVC/日本芸能出版
- 旭川の女（歌：藤圭子、作詞：石坂まさを、編曲：池多孝春）-　1971年3月、RCA/『さいはての女 (アルバム)』収録
- さだめのように川は流れる（歌：杏真理子、作詞：阿久悠、編曲：馬飼野俊一） - 1971年、日本コロムビア/音楽出版ジュンアンドケイ・ミュージックキャップトーキョー
- この愛に生きて（歌：内山田洋とクールファイブ、作詞：阿久悠、編曲：馬飼野俊一）- 1972年3月、RCA（日本ビクター）/
- 港の五番町（歌：原みつるとシャネル・ファイブ、作詞：阿久悠、のちに五木ひろしがカバー） - 1972年9月、出版：ミュージックキャップトーキョー
- 女の純情（歌：殿さまキングス、作詞：千家和也） - 1974年、ビクター音楽産業/シンコーミュージック・パブリッシャーズ
- なみだの操（歌：殿さまキングス、作詞：千家和也） - 1973年、ビクター音楽産業/シンコーミュージック・パブリッシャーズ
- 夫婦鏡（歌：殿さまキングス、作詞：千家和也） - 1974年、ビクター音楽産業/シンコーミュージック・パブリッシャーズ
- わが故郷は心のふるさと（歌：森進一、作詞：たかたかし） - 1986年、ビクター音楽産業/渡辺音楽出版株式会社
- 港の五番町（歌：五木ひろし、作詞：阿久悠） - 1988年、出版：オフィス・トゥー・ワン
- 長崎の今日は晴れだった（歌：後川清&ホットファイブ、作詞：ヒロアキ） - 2005年2月23日 出版：ミュージックキャップトーキョー
  - 前川清のそっくりさんと、元クール・ファイブの小林正樹、宮本悦朗によるユニットのシングル。